# Джорджтаун (Кентуккі)
Джорджтаун (англ. Georgetown) — місто (англ. city) в США, в окрузі Скотт штату Кентуккі. Населення — 37 086 осіб (2020). Зростання міста почалося в середині 1980-х, коли Toyota побудувала Toyota Motor Manufacturing Kentucky, свій перший завод у США, що повністю належить компанії, у Джорджтауні. Завод відкритий у 1988 році; вона виробляє автомобілі Camry, Camry Hybrid, Avalon, Lexus ES і RAV4 Hybrid.

## Географія
Джорджтаун розташований за координатами 38°13′29″ пн. ш. 84°32′54″ зх. д. / 38.22472° пн. ш. 84.54833° зх. д. (38.224821, -84.548361).  За даними Бюро перепису населення США в 2010 році місто мало площу 41,46 км², з яких 41,04 км² — суходіл та 0,42 км² — водойми.

### Клімат
| Клімат : Джорджтаун          | Клімат : Джорджтаун | Клімат : Джорджтаун | Клімат : Джорджтаун | Клімат : Джорджтаун | Клімат : Джорджтаун | Клімат : Джорджтаун | Клімат : Джорджтаун | Клімат : Джорджтаун | Клімат : Джорджтаун | Клімат : Джорджтаун | Клімат : Джорджтаун | Клімат : Джорджтаун | Клімат : Джорджтаун |
| Показник                     | Січ.                | Лют.                | Бер.                | Квіт.               | Трав.               | Черв.               | Лип.                | Серп.               | Вер.                | Жовт.               | Лист.               | Груд.               | Рік                 |
| Середній максимум, °C        | 5,0                 | 7,8                 | 12,8                | 18,9                | 23,3                | 28,3                | 30,0                | 30,0                | 26,1                | 20,0                | 12,8                | 6,7                 | 18,3                |
| Середній мінімум, °C         | −3,9                | −2,2                | 2,2                 | 7,2                 | 12,2                | 17,2                | 18,9                | 18,3                | 14,4                | 8,3                 | 2,8                 | −2,2                | 7,8                 |
| Норма опадів, мм             | 81                  | 84                  | 103                 | 91                  | 134                 | 113                 | 118                 | 83                  | 74                  | 80                  | 90                  | 100                 | 1150                |
| ---------------------------- | ------------------- | ------------------- | ------------------- | ------------------- | ------------------- | ------------------- | ------------------- | ------------------- | ------------------- | ------------------- | ------------------- | ------------------- | ------------------- |
| Джерело: The Weather Channel |                     |                     |                     |                     |                     |                     |                     |                     |                     |                     |                     |                     |                     |

## Демографія
Згідно з переписом 2010 року, у місті мешкало 29 098 осіб у 10 733 домогосподарствах у складі 7452 родин. Густота населення становила 702 особи/км².  Було 11957 помешкань (288/км²).
Расовий склад населення:
| - 87,5 % — білих - 7,0 % — чорних або афроамериканців - 1,2 % — азіатів - 0,3 % — корінних американців - 1,9 % — осіб інших рас |

До двох чи більше рас належало 2,1 %. Частка іспаномовних становила 4,3 % від усіх жителів.
За віковим діапазоном населення розподілялося таким чином: 27,9 % — особи молодші 18 років, 63,8 % — особи у віці 18—64 років, 8,3 % — особи у віці 65 років та старші. Медіана віку мешканця становила 31,7 року. На 100 осіб жіночої статі у місті припадало 93,2 чоловіків;  на 100 жінок у віці від 18 років та старших — 89,0 чоловіків також старших 18 років.
Середній дохід на одне домашнє господарство  становив 66 205 доларів США (медіана — 59 661), а середній дохід на одну сім'ю — 74 742 долари (медіана — 67 122). Медіана доходів становила 47 462 долари для чоловіків та 37 018 доларів для жінок. За межею бідності перебувало 12,5 % осіб, у тому числі 16,4 % дітей у віці до 18 років та 9,3 % осіб у віці 65 років та старших.
Цивільне працевлаштоване населення становило 15 528 осіб. Основні галузі зайнятості: виробництво — 24,9 %, освіта, охорона здоров'я та соціальна допомога — 21,9 %, мистецтво, розваги та відпочинок — 10,8 %, роздрібна торгівля — 10,1 %.